# Rosmarie Tissi
Rosmarie Tissi, née en 1937 à Thayngen, est une graphiste et typographe suisse.

## Biographie
Après avoir suivi les cours de la Kunstgewerbeschule Zürich, Rosmarie Tissi effectue son apprentissage de graphiste auprès de Siegfried Odermatt.
Encore étudiante, elle publie des travaux dans la revue Neue Grafik en 1957. En 1968, après avoir travaillé 10 ans aux côtés de Siegfried Odermatt à Zurich, les deux graphistes ouvrent le studio O&T (Odermatt & Tissi).
En 1989, Tissi fait partie des quinze graphistes mandatés par la Banque nationale suisse pour développer un graphisme pour la huitième série de billets de banque. Son projet est couronné par le 2e prix.

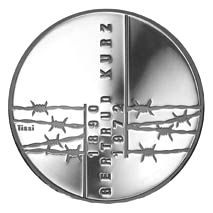
Pièce de 20 francs commémorative en argent, 1992.

En 1992, elle crée le visuel d'une pièce de monnaie commémorative dédiée à Gertrud Kurz. 
Elle a enseigné et donné des conférences aux États-Unis, à la Rhode Island School of Design et la Yale University.
Pour l'ensemble de son œuvre éclectique, elle est lauréate en 2018 du Grand Prix suisse de design.

## Prix et distinctions
- 1986 – 1er prix et médaille d'or à la biennale de l'affiche, Varsovie[3],[4].
- 1989 – 2e prix au concours de graphisme pour les billets de la banque suisse[1].
- 1990 – Affiches: médaille d'argent à la triennale d'Essen[3].
- 1994 – Médaille de bronze à la 4e triennale de l'affiche de Toyama[4].
- 2018 – Grand Prix suisse de design[2]

## Fontes typographiques
Rosmarie Tissi est l'auteur de la fonte Sinaloa, éditée en 1974 par Linotype.